# دوتر
دوتر (بالإنجليزية: Dotter)‏ هي مغنية سويدية ولدت في 10 يونيو 1987.

## وصلات خارجية
- دوتر على موقع IMDb (الإنجليزية)
- دوتر على موقع ميوزك برينز (الإنجليزية)
- دوتر على موقع أول ميوزيك (الإنجليزية)
- دوتر على موقع أول ميوزيك (الإنجليزية)
- دوتر على موقع ديسكوغز (الإنجليزية)
- دوتر على موقع قاعدة بيانات الفيلم (الإنجليزية)